# Regina damnaților
Regina damnaților (1988) este al treilea roman al lui Anne Rice din seria Cronicile vampirilor. După Interviu cu un vampir și Vampirul Lestat, acest roman este continuarea poveștii care explorează istoria bogată a mitologiei și originii vampirilor și care datează în Egiptul Antic.

## Rezumat
Prima parte urmărește câțiva vampiri diferiți pe o perioadă de câteva zile. Unele personaje apar și în celelalte două cărți, respectiv Armand, Daniel, Marius, Louis, Gabrielle și Santino. Fiecare din cele șase capitole din prima parte spune o poveste diferită despre o persoană sau un anumit grup. Două lucruri unesc aceste capitole: o serie de vise despre două surori gemene cu părul roșu și faptul că o ființă puternică ucide vampirii în lume prin combustie spontană. 
Pandora și Santino răspund la strigătul telepatic de ajutor al lui Marius și îl salvează. Marius îi informează pe cei doi că Akasha a fost trezită de Lestat sau mai bine zis, de muzica rock cântată de el. Lestat s-a alăturat unei formații rock formată din muritori numiți Alex, Larry și Tough Cookie. Fiind trezită de muzica rebelă a lui Lestat, Akasha își distruge soțul, Enkil, și plănuiește să conducă lumea. Akasha este descoperită ca fiind sursa atacurilor asupra celorlalți vampiri. 
Partea a doua are loc la concertul lui Lestat. Jesse, un membru al societății secrete numită Talamasca și rudă cu Maharet, este rănită mortal la concert. Aceasta este dusă la Maharet unde este transformată în vampir. Vampirii din prima parte a cărții se adună mai târziu în Sonoma. Singurii vampiri care nu sunt prezenți sunt Akasha și Lestat. Akasha îl răpește pe Lestat și îl duce în diferite locații prin lume.  
Partea a treia are loc acasă la Maharet într-o pădure în Sonoma. Acolo Maharet îi spune lui Jesse, Marius, Santino, Pandora, Eric, Armand, Daniel, Gabriella și Louis povestea Akashei și a celor două gemene ( care sunt de fapt Maharet și sora ei, Mekare). Mai sunt prezenți Mael și Khayman,care știu deja povestea. 
În a patra parte Akasha îi confruntă pe vampirii adunați în locul lui Maharet. Ea le explică planul pe care l-a făcut și le oferă vampirilor șansa să fie “îngerii” ei în această conspirație. Akasha plănuiește să ucidă 90 la sută din populația bărbaților din lume,pentru a elimina violența și războiul și să formeze o noua grădină a Edenului în care femeile o vor venera precum o zeiță. Refuzul vampirilor de a accepta oferta va duce la moartea acestora. Înainte ca Akasha să poată să îi distrugă, intră Mekare în scenă și o ucide prin decapitare. Mekare îi mănâncă creierul și inima și astfel salvează viața vampirilor rămași și devine noua regină a damnaților. 
În partea a cincea, vampirii se strâng la locul lui Armand numit ”Insula Nopții” în Florida. În final fiecare merge în altă direcție. Lestat îl duce pe Louis să vadă Londra. După o vizită scurtă făcută lui Talbot ei pleacă din nou.

## Ecranizări
- Regina blestemaților, cu Stuart Townsend ca Lestat și Aaliyah ca Akasha